# Dacrioestenosis
La dacrioestenosis o dacriostenosis es un trastorno ocular leve consistente en la oclusión del canal lagrimal u obstrucción del conducto nasolagrimal, con lo que las lágrimas en lugar de drenar hacia la cavidad nasal, se acumulan vertiéndose hacia las mejillas. 
La etimología del término es clara dado que dacri-, dacrio- son prefijos procedentes del gr. dákryon, lágrima; y estenosis o estegnosis proceden del gr. στένωσις, "contraído". 
Se trata de un trastorno habitual que suele darse en niños de entre dos y tres meses de vida.